# Tisbella alba
Tisbella alba är en kräftdjursart som beskrevs av Volkmann 1979. Tisbella alba ingår i släktet Tisbella och familjen Tisbidae. Inga underarter finns listade i Catalogue of Life.